# Siegesbeckia pubescens
Siegesbeckia pubescens là một loài thực vật có hoa trong họ Cúc. Loài này được (Makino) Makino miêu tả khoa học đầu tiên năm 1917.